# Forskerskatteordningen
Forskerskatteordningen er en dansk ordning, der gør at forskere og nøglemedarbejdere, som rekrutteres i udlandet, kan vælge at betale en bruttoskat på 31,92 procent (26 procent plus arbejdsmarkedsbidrag) af lønnen i op til fem år, i stedet for den almindelige indkomstskat.
"Forskere" i ordningens forstand skal have en forskningsmæssig uddannelse på mindst ph.d.-niveau, mens "nøglemedarbejdere" skal have en månedsløn på mindst 61.500 kroner.
Ordningen blev indført i 1992.
Ordningen er blevet kritiseret for primært at blive benyttet af topchefer og fodboldspillere.